# أوليفر إس. مارشال
أوليفر إس. مارشال (بالإنجليزية: Oliver S. Marshall) هو سياسي أمريكي، ولد في 1850، وتوفي في 1934. حزبياً، نشط في الحزب الجمهوري. وقد انتخب عضو مجلس ولاية فيرجينيا الغربية.